# Diahogna
Diahogna is een geslacht van spinnen uit de familie wolfspinnen (Lycosidae).

## Soorten
De volgende soorten zijn bij het geslacht ingedeeld:
- Diahogna exculta (L. Koch, 1876)
- Diahogna hildegardae Framenau, 2006
- Diahogna martensi (Karsch, 1878)
- Diahogna pisauroides Framenau, 2006